# Dannii Minogue
Danielle Jane Minogue (Melbourne, 20 de octubre de 1971), más conocida como Dannii Minogue o simplemente Dannii, es una cantante, compositora, actriz, personalidad de televisión y radio y diseñadora de moda australiana. 
Es la hermana menor de Kylie Minogue, que alcanzó la fama en los años 1980, resultado de su aparición en la televisión australiana en un show de televisión llamado Young Talent Time.
Después de firmar un contrato con Mushroom Records en 1990, algunas de sus obras han sido muy populares, alternando la música con la conducción de programas de televisión.
Durante cuatro temporadas fue miembro del jurado de The X Factor con Simon Cowell, Cheryl Cole y Louis Walsh, en el cual ganó como mentora en dos temporadas con Leon Jackson y Matt Cardle, también fue mentora de Stacey Solomon y Ruth Lorenzo.
Debido a la popularidad que le reporta en Inglaterra su participación en el programa, decide reeditar sus discos "Girl" y "Neon Nights" en una edición de lujo incluyendo sendos discos extras con remezclas inéditas. Además, sale a la venta un recopilatorio de temas inéditos y remezclas titulado "Unleashed", un disco digital con las grabaciones que ha realizado con su última discográfica titulado "Club Disco". Además sale a la venta un DVD en el que recopila todos sus videoclips además de actuaciones memorables como su participación con su hermana Kylie en un concierto cantando el tema Kids (originalmente un dúo entre Robbie Williams y Kylie en el que Dannii toma el texto del exmiembro de Take That) y "making of" de diferentes videoclips. 
Actualmente forma parte del jurado de la versión australiana de The X Factor, en su quinta temporada, junto a Ronan Keating, Natalie Bassingthwaighte y Redfoo.

## Infancia y comienzos
Minogue se crio en Melbourne, la hija más joven del contador Ronald Charles Allano Minogue, quien es de ascendencia irlandesa, y Carol Jones, una bailarina de Maesteg, Gales. Ella es la más joven de tres hijos, su hermana mayor, Kylie Minogue también es cantante pop, y su hermano, Brendan, es un camarógrafo de noticias en Australia.
Minogue comenzó su carrera cuando era niña en la televisión australiana. Desde la edad de 7 años, ella apareció en varias telenovelas, entre ellas Skyways y The Sullivans. En 1981, se unió al programa semanal de música exitosa Young Talent Time. Minogue grabó sus primeros discos en solitario para el programa, incluyendo una versión de Madonna del exitoso sencillo "Material Girl", durante este tiempo, también se presentó en vivo en varias giras de conciertos en todo el país con entradas agotadas. En 1988, Minogue se apartó de Young Talent Time para continuar su carrera como actriz, apareciendo como un adolescente rebelde, Emma Jackson, en la telenovela Home and Away en 1989. Minogue se mantuvo en el programa solo por un año. Ella ha demostrado ser popular entre las audiencias de Australia cuando fue nominada para un Logie de Plata como la actriz más popular en la televisión australiana.

## Discografía

### Álbumes de estudio
- 1990: Dannii (lanzamiento australiano)
- 1991: Party Jam (lanzamiento japonés)
- 1991: Love and Kisses
- 1993: Get Into You
- 1997: Girl
- 2003: Neon Nights
- 2006: The Hits & Beyond
- 2007: Club Disco

### Sencillos
| Año                                                                                      | Título                                                | Mejores posiciones en listas | Mejores posiciones en listas | Mejores posiciones en listas | Mejores posiciones en listas | Mejores posiciones en listas | Mejores posiciones en listas | Mejores posiciones en listas | Mejores posiciones en listas | Mejores posiciones en listas | Certificaciones | Álbum                               |
| Año                                                                                      | Título                                                | AUS                          | FRA                          | ALE                          | ESP                          | IRL                          | ITA                          | HOL                          | R.U.                         | EUA Dance                    | Certificaciones | Álbum                               |
| ---------------------------------------------------------------------------------------- | ----------------------------------------------------- | ---------------------------- | ---------------------------- | ---------------------------- | ---------------------------- | ---------------------------- | ---------------------------- | ---------------------------- | ---------------------------- | ---------------------------- | --------------- | ----------------------------------- |
| 1990                                                                                     | «Love and Kisses»                                     | 4                            | —                            | —                            | —                            | 22                           | —                            | —                            | 8                            | —                            |                 | Dannii / Love and Kisses            |
| 1990                                                                                     | «Success»                                             | 28                           | —                            | —                            | —                            | 15                           | —                            | —                            | 11                           | —                            |                 | Dannii / Love and Kisses            |
| 1990                                                                                     | «I Don't Wanna Take This Pain»                        | 92                           | —                            | —                            | —                            | —                            | —                            | —                            | 40                           | —                            |                 | Dannii / Love and Kisses            |
| 1991                                                                                     | «Jump to the Beat»                                    | 48                           | —                            | —                            | —                            | 5                            | —                            | —                            | 8                            | —                            |                 | Dannii / Love and Kisses            |
| 1991                                                                                     | «Baby Love»                                           | 26                           | —                            | —                            | —                            | 18                           | —                            | —                            | 14                           | —                            |                 | Dannii / Love and Kisses            |
| 1992                                                                                     | «Show You the Way to Go»                              | —                            | —                            | —                            | —                            | —                            | —                            | —                            | 30                           | —                            |                 | Get Into You                        |
| 1992                                                                                     | «Love's on Every Corner»                              | —                            | —                            | —                            | —                            | —                            | —                            | —                            | 44                           | —                            |                 | Get Into You                        |
| 1993                                                                                     | «This Is It»                                          | 13                           | —                            | —                            | —                            | 17                           | —                            | —                            | 10                           | —                            |                 | Get Into You                        |
| 1993                                                                                     | «This Is the Way»                                     | 45                           | —                            | —                            | —                            | —                            | —                            | —                            | 27                           | —                            |                 | Get Into You                        |
| 1993                                                                                     | «Get Into You»                                        | 79                           | —                            | —                            | —                            | —                            | —                            | —                            | 36                           | —                            |                 | Get Into You                        |
| 1995                                                                                     | «Rescue Me» (con EuroGroove, lanzamiento japonés)     | —                            | —                            | —                            | —                            | —                            | —                            | —                            | —                            | —                            |                 | The Best of Eurogroove Non–Stop Mix |
| 1995                                                                                     | «Boogie Woogie» (con EuroGroove, lanzamiento japonés) | —                            | —                            | —                            | —                            | —                            | —                            | —                            | —                            | —                            |                 | The Best of Eurogroove Non–Stop Mix |
| 1997                                                                                     | «All I Wanna Do»                                      | 11                           | —                            | —                            | —                            | —                            | —                            | —                            | 4                            | —                            | - AUS: Oro      | Girl                                |
| 1997                                                                                     | «Everything I Wanted»                                 | 44                           | —                            | —                            | —                            | —                            | —                            | —                            | 15                           | —                            |                 | Girl                                |
| 1998                                                                                     | «Disremembrance»                                      | 53                           | —                            | —                            | —                            | —                            | —                            | —                            | 21                           | —                            |                 | Girl                                |
| 1998                                                                                     | «Coconut»                                             | —                            | —                            | —                            | —                            | —                            | —                            | —                            | —                            | —                            |                 | Girl                                |
| 1998                                                                                     | «Everlasting Night»                                   | 42                           | —                            | —                            | —                            | —                            | —                            | —                            | —                            | —                            |                 | Gay & Lesbian Mardi Gras of 1999    |
| 2001                                                                                     | «Who Do You Love Now? (Stringer)» (con Riva)          | 15                           | —                            | 14                           | —                            | 20                           | —                            | 26                           | 3                            | —                            |                 | Neon Nights                         |
| 2002                                                                                     | «Put the Needle on It»                                | 11                           | —                            | 30                           | —                            | 20                           | —                            | 30                           | 7                            | —                            | - AUS: Oro      | Neon Nights                         |
| 2003                                                                                     | «I Begin to Wonder»                                   | 14                           | 7                            | 45                           | —                            | 22                           | —                            | 45                           | 2                            | 14                           | - AUS: Oro      | Neon Nights                         |
| 2003                                                                                     | «Begin To Spin Me Round» (vs. Dead or Alive)          | —                            | —                            | 37                           | —                            | —                            | 41                           | —                            | —                            | —                            |                 | Neon Nights                         |
| 2003                                                                                     | «Don't Wanna Lose This Feeling»                       | 22                           | 40                           | 43                           | —                            | 38                           | —                            | 66                           | 5                            | —                            |                 | Neon Nights                         |
| 2003                                                                                     | «Come and Get It» (con Jean Claude Ades)              | —                            | —                            | —                            | —                            | —                            | —                            | —                            | —                            | —                            |                 | Neon Nights                         |
| 2004                                                                                     | «You Won't Forget About Me» (vs. Flower Power)        | 20                           | 55                           | —                            | 17                           | 22                           | 12                           | —                            | 7                            | —                            |                 | The Hits & Beyond                   |
| 2005                                                                                     | «Perfection» (con Soul Seekerz)                       | 13                           | —                            | 28                           | —                            | 38                           | —                            | 16                           | 11                           | —                            |                 | The Hits & Beyond                   |
| 2006                                                                                     | «So Under Pressure»                                   | 16                           | —                            | —                            | —                            | 31                           | —                            | —                            | 20                           | —                            |                 | The Hits & Beyond                   |
| 2007                                                                                     | «I Can't Sleep at Night»                              | —                            | —                            | —                            | —                            | —                            | —                            | —                            | —                            | —                            |                 | Club Disco                          |
| 2007                                                                                     | «He's the Greatest Dancer»                            | 37                           | —                            | —                            | 9                            | —                            | —                            | —                            | —                            | —                            |                 | Club Disco                          |
| 2007                                                                                     | «Touch Me Like That» (vs. Jason Nevins)               | —                            | —                            | —                            | —                            | —                            | —                            | —                            | 48                           | —                            |                 | Club Disco                          |
| 2015                                                                                     | «Summer of Love»                                      | —                            | —                            | —                            | —                            | —                            | —                            | —                            | —                            | —                            |                 | TBA                                 |
| 2015                                                                                     | «100 Degrees» (con Kylie Minogue)                     | —                            | —                            | —                            | —                            | —                            | —                            | —                            | —                            | —                            |                 | Kylie Christmas                     |
| "—" indica que la canción no aparece en las listas o que no ha sido lanzada en ese país. |                                                       |                              |                              |                              |                              |                              |                              |                              |                              |                              |                 |                                     |

## Giras musicales
- Unleashed '98 UK Tour

## Premios
- The Variety Club of Australia – Young Variety Award (1989)
- Radio One & Flash Forward Magazine – #1 Woman of the Year (1991)
- BIG Magazine – World's Best Female Pop Star (1991)
- Smash Hits Poll Winners Party – Best New Artist (1991)
- BRMB Music Awards – Best Video for "All I Wanna Do (1998)
- Maxim Awards – Best Stage Performance for Notre-Dame De Paris (2001)
- Disney Channel Awards – Best Female Artist (2003)
- Capital FM Awards – Capital Rhythm Award (2003)
- ARIA Awards - Best Pop Release (2003)
- Dancestar 2004 Awards - Best Worldwide Single (2004)
- WMC International Dance Music Awards - Best Dance Artists (2004)
- WMC International Dance Music Awards - Best Hi-Energy / Euro Release (2004)
- Glamour Awards - TV Personality (2007)
- No.1 Celeb Of The Year 2008 - Celeb Of The Year (2008)
- Cosmopolitan Awards 2009 - Ultimate TV Personality of the year (2009)